# Histoire de Sainte-Marie-aux-Mines

Blason de Sainte-Marie-aux-Mines

Sainte-Marie-aux-Mines est une commune française située dans la circonscription administrative du Haut-Rhin et, depuis le 1er janvier 2021, dans le territoire de la Collectivité européenne d'Alsace, en région Grand Est. Marquée par des siècles d'exploitation minière qui a connu son apogée en 16e siècle, elle devient un important centre de l'industrie textile surtout au 19e siècle. Lieu d'immigration et de refuge pour de nombreuses communautés religieuses, elle joue un rôle dans l'histoire du protestantisme en Alsace. En 1693, Sainte-Marie-aux-Mines est la terre de naissance du schisme amish.

## Moyen Âge

### Première mention de Sainte-Marie

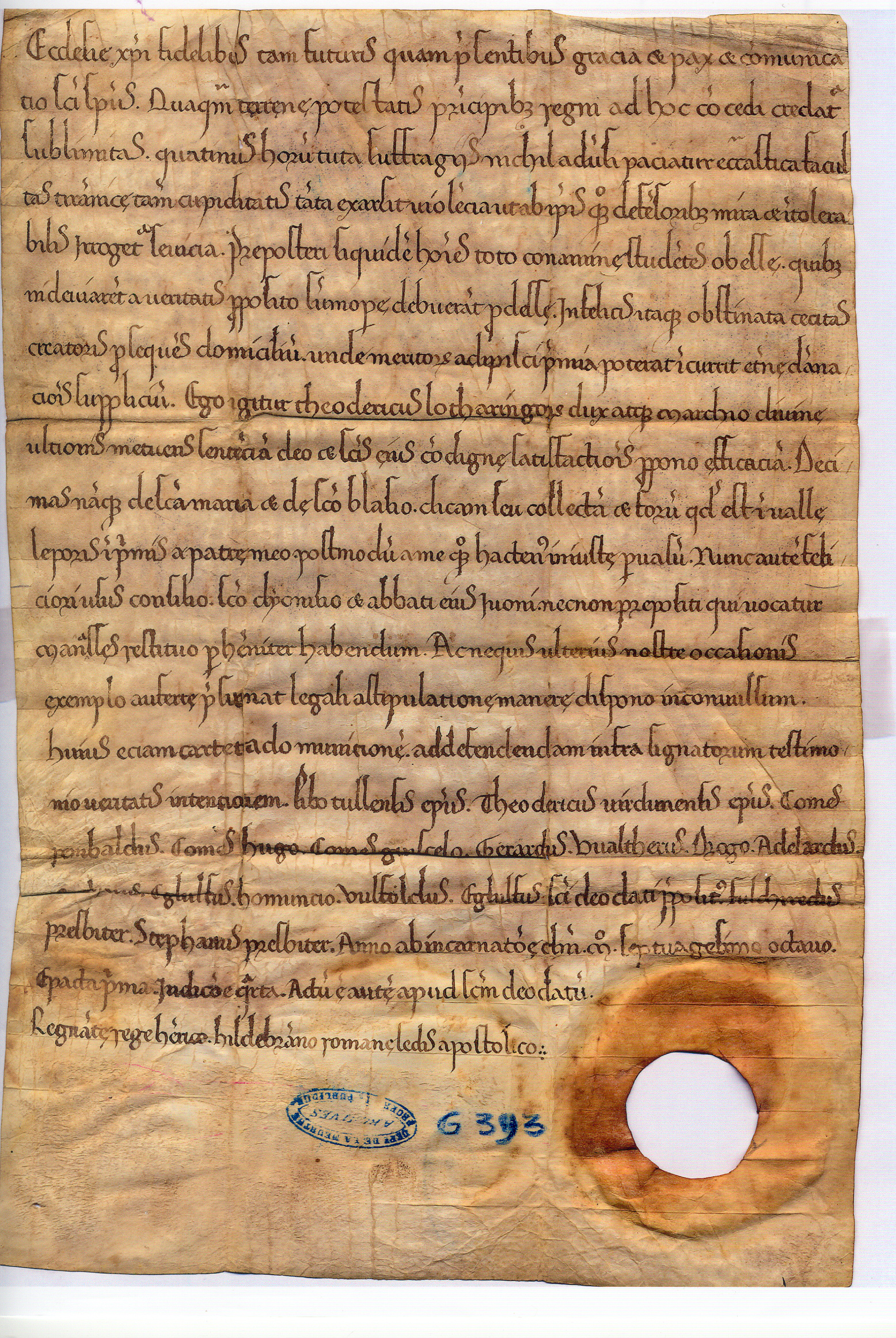
Restitution des dîmes par Thierry II en 1078 au prieuré de Lièpvre - Archives de Meurthe-et-Moselle G393/1

Les débuts de la ville sont liés à la création du prieuré de Lièpvre en 762 puis du prieuré d'Échéry vers 938. Ces deux communautés religieuses font appel à des colons vosgiens - les Welsches - pour défricher la forêt et développer des cultures.
La première mention connue de la ville remonte à 1078. Il s'agit de l'acte de la restitution des dîmes de Saint-Blaise et de Sainte-Marie rendus au monastère de Lièpvre par Thierry II, Duc de Lorraine dont son père Gérard de Lorraine s'était injustement accaparé en 1052, et ce, avec l'approbation du futur pape Léon IX, alors évêque de Toul. Selon certains historiens, Gérard appartiendrait à la maison franque des Étichonides qui ont régné sur l'Alsace au 8e siècle et qui descendaient du duc Etichon, le père de sainte Odile.
A cette époque, l’Alsace se situe sous domination carolingienne qui se confirme avec le sacre de Charlemagne en tant qu’empereur en 800. Après la mort de ce dernier, son empire est divisé. L’Alsace passe alors sous l’autorité de Louis le Germanique au sein de la Francie orientale aussi appelée Germanie. Lorsqu’Otton Ier accède à la tête de la Germanie et se fait sacrer empereur en 962, l’Alsace devient partie du Saint-Empire romain germanique naissant et qui va dominer la région durant toute la période médiévale.

### La découverte des filons argentifères
Attribuée aux moines d'Échéry, la découverte de l'argent au 10e siècle suscite les convoitises du Duc Gérard de Lorraine, qui impose son protectorat aux deux prieurés. Le Duc installe une famille vassale dans la vallée, les sires d'Échéry, qui assurent la surveillance des mines et la protection des prieurés en son nom. Le pouvoir des prieurés diminue alors au profit de celui des officiers lorrains.

### Le partage de la ville

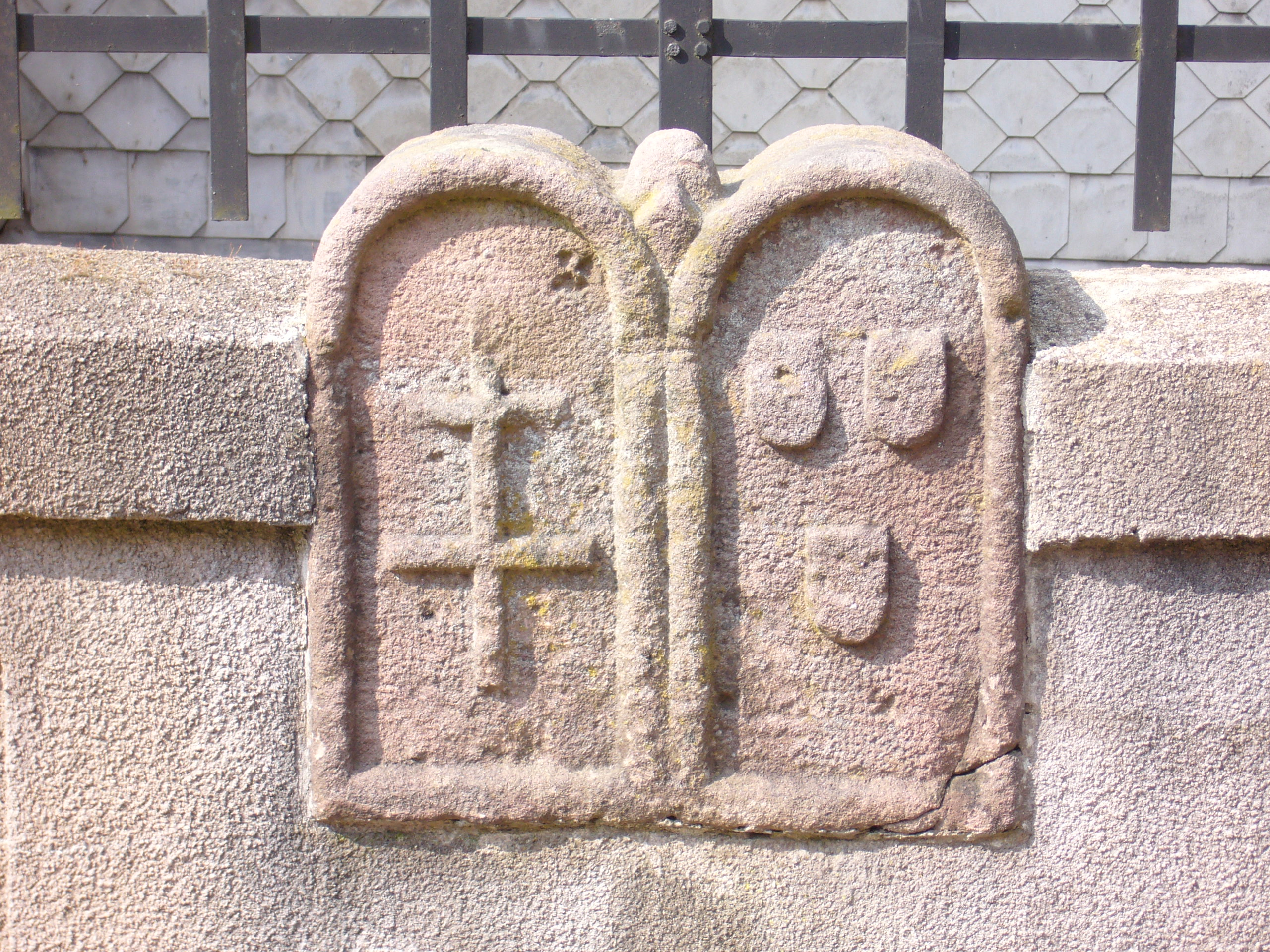
Borne frontière du pont Bonduron datée de 1722, avec une croix de Lorraine à gauche et les armes des Ribeaupierre à droite.

La lignée d'Échéry s'éteint avec le décès sans successeur de Jean d'Échéry en 1381, et ses fiefs sont revendiqués à la fois par les Ribeaupierre et les Hattstatt, tous deux vassaux du Duc de Lorraine. S’ensuit un conflit que le Duc arbitre le 9 décembre 1399. Il cède définitivement une moitié de la vallée aux Ribeaupierre, et conserve l'autre moitié qu'il redonne en fief aux Hattstatt. La frontière de leurs terres est fixée sur 3 cours d’eau, dont l’un deux - la Lièpvrette - coule au milieu de Sainte-Marie-aux-Mines, la séparant en deux moitiés distinctes.
Le traité du 9 décembre revêt une importance particulière dans l’histoire de la ville. Il provoque une réorganisation complète du mode de gestion du territoire car les Ribeaupierre gèrent par eux-mêmes leur part du Val de Lièpvre tandis que le duché de Lorraine conserve sa domination sur l’autre partie.
Le duché de Lorraine, issu du partage de la Lotharingie en 959, fait partie du Saint-Empire romain germanique jusqu’en 1542 et perdure jusqu’en 1766, date à laquelle il est intégré au royaume de France. Les Ribeaupierre (aussi appelés les sires de Rappoltstein ou Rapoltstein) exercent leur tutelle sous le protectorat autrichien du Saint-Empire romain germanique. Leur seigneurie se distingue par son étendue et par les richesses potentielles qu’elle renferme avec notamment les mines d’argent. Leur domination s’incarne dans les trois châteaux de Ribeauvillé et dans quelques gros bourgs des collines sous-vosgiennes. Les Ribeaupierre s’éteinent en 1673 et leur comté passe alors sous le contrôle de la famille des Deux-Ponts qui le détient jusqu’à la Révolution française.
Ainsi, la division de la ville dure quatre siècles, jusqu'à la Révolution de 1789.

## l'Âge d'or

### La Réforme
Vers 1480-1486, le Duc de Lorraine entreprend des prospections minières dans l'ensemble du duché. D’anciennes mines abandonnées sont découvertes à la Sainte Croix aux Mines et les recherches sont prolongées jusqu'à Sainte-Marie Alsace où l’exploitation est reprise. La question de la frontière germano-lorraine cause de nombreuses frictions entre les deux parties et requiert même, en 1521, l’arbitrage de l’Empereur Charles Quint pour déterminer les droits de prospection de chacun. C’est le début d’une période d’exploitation minière qui fera la renommée de Sainte Marie.
Vers 1500 Sainte-Marie n’est qu’une petite bourgade : elle compte 15 maisons en tout, 8 du côté lorrain, 7 du côté alsacien. Le redémarrage de l'activité minière nécessite une main d'œuvre qualifiée et en nombre suffisant. Les Ribeaupierre qui sont vassaux de la Maison d’Autriche, font appel à des mineurs étrangers. En demi-siècle, ils sont plus de 3000 à venir de Saxe, et on leur construit 1200 maisons, dont le village de Fertrupt. Leur arrivée provoque la germanisation partielle du Val d’Argent, jusqu’alors francophone, et la diffusion du protestantisme (dont la Saxe fut l’un des premiers foyers).

Ces mineurs font construire une église Sur-le-Pré (auf der Matte), qu’ils inaugurèrent en 1544. Lorsque les Ribeaupierre se convertissent à leur tour au protestantisme, l’église sur le pré devient exclusivement luthérienne. Une communauté calviniste de langue française se réunit d'abord dans un lieu connu sous le nom de Backhofen. Si les Ribeaupierre protègent la Réforme, les familles catholiques n’ont plus de lieu de culte du côté alsacien de Sainte-Marie. Respectant, le système de la Paix d’Augsbourg (1555) au terme duquel le Prince, le maître d’un territoire, impose sa religion à ses sujets, les Ribeaupierre ordonnent la conversion de tous ses sujets à la nouvelle religion. Le dernier prêtre catholique doit quitter sa charge vers 1560 et l'église de Saint-Pierre-sur-l'Hâte est attribuée aux calvinistes. Cette paroisse calviniste francophone se dote en 1588 d’une Confession de foi écrite par son pasteur Marbeuf. Ainsi, pour la messe et les sacrements, les catholiques qui résident encore du côté alsacien doivent se rendre du côté lorrain. Quant aux ducs de Lorraine, ils ne tolèrent sur leur rive que le culte catholique. 

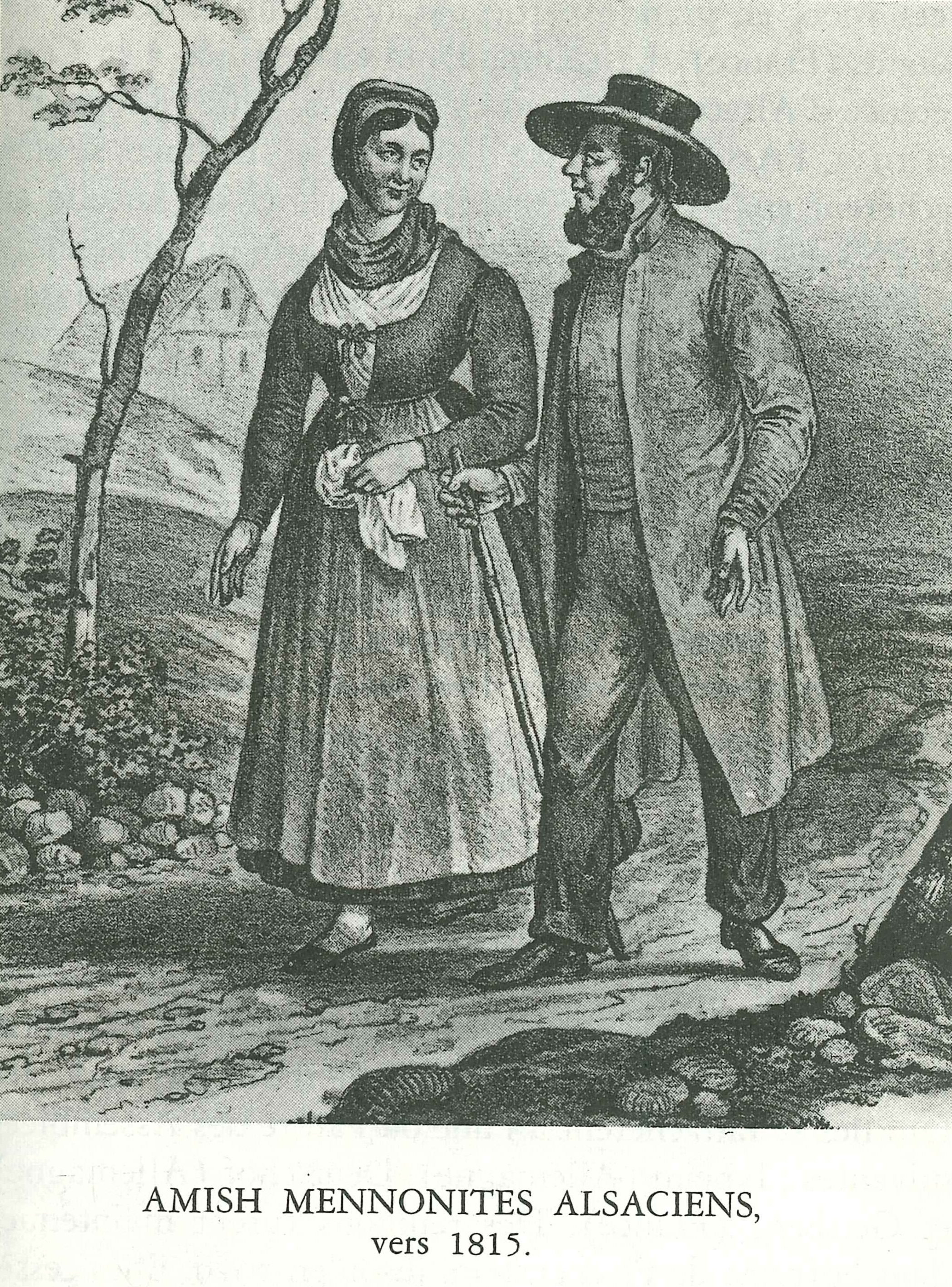
Des mennonites alsaciens amish en 1815.

Par ailleurs, arrivent à Sainte-Marie-aux-Mines plusieurs vagues de réfugiés : huguenots d'abord, à la suite des massacres de Wassy (1562) et de la Saint-Barthélemy (1572), puis des protestants expulsés de Lorraine par le duc de Lorraine Charles III (1585) et de ceux de Badonviller par le comte de Salm (1625). Persécutée en Suisse, les anabaptistes, issues de la Réforme radicale et attachés au principe du baptême des adultes affluent aussi à Sainte-Marie-aux-Mines.
Vers 1693, un nouveau groupe d’anabaptistes arrive à Sainte-Marie-aux-Mines conduit par Jacob Amman. Il n'approuve pas les évolutions des mœurs de la communauté anabaptiste Saint-Marienne et provoque un schisme. La communauté conservatrice qui en résulte et qui représente alors la majorité des anabaptistes alsaciens, prendra le nom d'Amish. Les autres sont désignés par le terme de mennonites.

### Les mines d'argent
En raison des mouvements tectoniques qui l’ont formé, le massif vosgien est traversé par de nombreuses failles géologiques, ce qui explique la présence de filons sur le territoire du Val d’Argent. Plus de 150 variétés minérales y sont découvertes : l’argent, mais également le cuivre, le plomb (en particulier la galène), le cobalt ou l’arsenic, le zinc, le nickel, le fer, ainsi que des métaux plus rares, tels que l'antimoine natif, le bismuth natif, l'uranium ou le manganèse. 

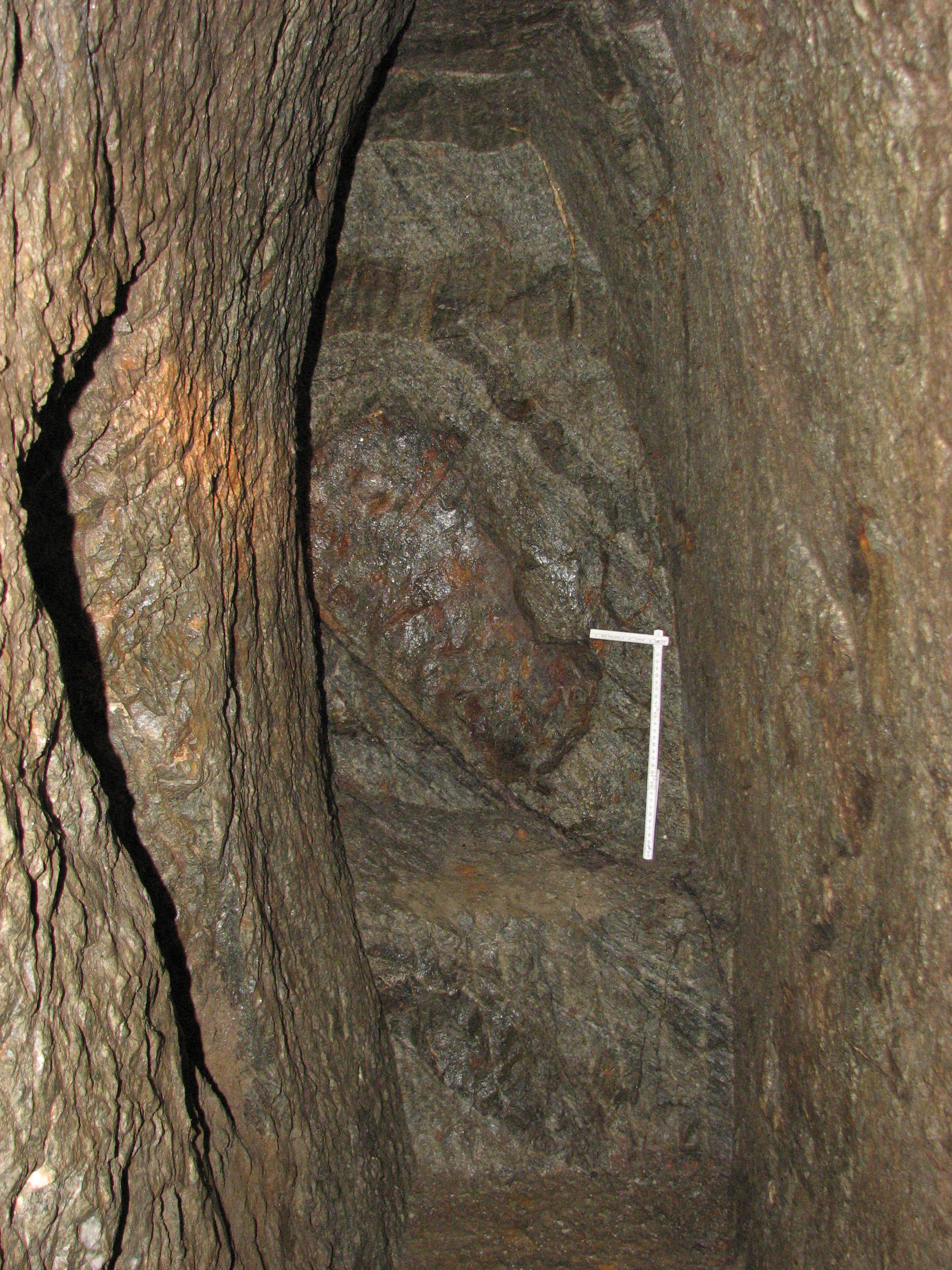
Mine Gabe Gottes

Entre 1512 et 1629 avec ses phases de recherche et d’abandon, de production et de déclin, 276 mines sont mises en exploitation, dont 24 produisent de l’argent, du cuivre et du plomb. Pour accéder aux filons, les mineurs creusent une galerie au marteau et à la pointerolle et la galerie progresse de quelques centimètres par jour seulement.
Le monde minier du Val d’Argent possède sa propre organisation sociale très hiérarchisée et son système judiciaire. Tout mineur doit prêter serment au juge des mines, contrairement à la population civile qui dépend, elle, d’un juge seigneurial. En 1563, les mineurs bénéficient d'un système de soin et de protection sociale grâce à la Caisse des mineurs.
L’exploitation est florissante jusqu'en 1570, puis elle entame un long déclin, dû en partie à la concurrence de l'argent en provenance du Nouveau Monde. Au début du 17e siècle, il ne reste qu'une centaine de mineurs à Sainte-Marie-aux-Mines.

### Nouvelles tentatives d’exploitation minière
A partir de 1710, certaines mines sont rouvertes pour l’exploitation de cobalt, mais aussi de cuivre et de plomb. Au 18e siècle, le bleu de cobalt est utilisé comme élément de coloration pour les glaçures des poteries et pour la teinte des tissus. De nouvelles techniques de percement voient le jour, comme l’utilisation de la poudre pour creuser les galeries en faisant exploser la roche. Des pompes hydrauliques permettent l’évacuation des eaux.
L’exploitation est abandonnée vers 1789.

## Rattachement de la ville à la France
La guerre de Trente Ans anéantit ce qui reste de l'exploitation des mines. Amorcée en Bohême en 1618, elle atteint l’Alsace en 1621 qui devient l’un des principaux champs de bataille entre Impériaux d’un côté et protestants allemands et leurs alliés (Suédois et Français) de l’autre. En 1643-35, le feu anéantit une partie de Sainte-Marie et consume Fertrupt. La peste qui apparait alors dans la vallée ravage la population déjà décimée par la famine et la guerre. À Marie-aux-Mines, il ne reste plus qu'une trentaine de familles.
Par le traité de Munster, inclus dans l’appellation traités de Westphalie de 1648 qui conclut la guerre, Louis XIV obtient les possessions des Habsbourg en Haute-Alsace. Ainsi, Sainte Marie devient française.
Jean-Jacques de Ribeaupierre est l’un des premiers nobles de la province à se soumettre à la suzeraineté de la France. Il en est récompensé par de nombreuses faveurs et par des privilèges dont il s’empresse de faire profiter ses sujets protestants. Lorsque Ribeaupierre décède en 1763 sans laisser d'héritiers mâles, Louis XIV attribue l'intégralité de ses possessions à l'époux de sa fille, Catherine-Agathe Ribeaupierre. Ainsi, la seigneurie des Ribeaupierre passe au duc Birkenfeld et ses descendants.
La conquête de l’Alsace par Louis XIV se poursuit. Profitant la guerre déclarée aux Provinces Unies le 6 avril 1672, le Roi de France accentue sa domination, jusqu'à là purement nominale, sur la Décapole, dix cités-états relevant directement de l'autorité de l'empereur. A cette occasion, le Roi de France traverse la ville de Sainte-Marie à la tête de son armée deux fois : en août, puis en revenant en septembre 1673. Le 2 septembre 1676, c'est l’armée impériale qui passe par le lieu et met le feu dans la partie alsacienne de Sainte-Marie.
La paix signée à Nimègue en 1679 assure à la France la possession définitive de l'Alsace. En août 1680, le Conseil Souverain d'Alsace réuni à Breisach entérine la réunion de l'Alsace à la France, hormis les villes de Strasbourg et Mulhouse. Mais Louis XIV ne veut pas en rester là et assiège Strasbourg. Pour le faire, il repasse encore par Sainte-Marie-aux-Mines. Le 30 Septembre 1681, Strasbourg capitule.
L’administration royale française se met en place dans une région dévastée. Pour la repeupler, elle fait appel à des émigrés, essentiellement venus de la Suisse. Pour répondre à la mixité religieuse de villages alsaciens ne pouvant s’offrir deux églises, Louis XIV décrète le simultaneum. Ainsi, à Sainte-Marie, on affecte le chœur de l'église Saint-Pierre-sur-l’Hâte aux catholiques tandis que les protestants luthériens et réformés se partagent la nef. Si en 1700, un cinquième des habitants en Alsace est catholique, en 1789 ils constituent la moitié de la population.

## La Réunification de la ville
Après la prise de la Bastille en 1789, la ville de Sainte-Marie-aux-Mines ne connait pas de troubles signifiants. Le 24 août 1794, la Convention nationale déclare que le gouvernement ne payera plus les frais du culte ni les salaires de leurs ministres, et qu'aucun local ne sera alloué aux différentes sectes pour y célébrer les pratiques religieuses. Les églises, devenues propriétés nationales, sont fermée. L'église catholique de Lorraine est transformée en temple de la Raison, et dans le temple réformé se réunisse le club des Jacobins.
La Révolution française a pour conséquence de réunifier les deux parties de la ville, scellé par le décret du 20 janvier 1790. La ville est baptisée d'abord Val-aux-Mines puis Sainte-Marie-aux-Mines. Les lieux-dits Échery, La Petite Lièpvre, Fertrupt et Saint-Blaise sont attachés à la commune.
Le prince Maximilien, le dernier seigneur du domaine des Ribeaupierre, est contraint de quitter l'Alsace. Tous les biens alsaciens des Ribeaupierre sont déclarés biens nationaux. L’Etat nationalise également les biens de l’Eglise, des émigrés et de la Couronne de France. Certains biens sont détruits par les révolutionnaires, d’autres changent de fonction et sont vendus à des particuliers. Le couvent des Cordeliers devient une manufacture textile et à Lièpvre les vestiges du prieuré sont transformés en habitations.

## L'industrie

### Le textile
Grâce à l’industrie textile, la vallée connaît un développement économique exceptionnel qui atteint son apogée au 19e siècle.
C'est sous son impulsion de Jean-Georges Réber que l’industrie textile de Sainte-Marie-aux-Mines est née. Arrivé de Mulhouse vers 1755, il crée des manufactures textiles : filatures et tissages de toile de coton, lin et chanvre. En 1803, on dénombre à Sainte-Marie 600 métiers battants de siamoises. La production Sainte-marienne de cette époque recourt alors massivement aux paysans tisserands travaillant à domicile. Les manufactures filent et teignent les matières textiles et les confient ensuite aux paysans des vallées voisines. Ce système de fabrication dispersée favorise le développement d’un grand nombre d’unités de production mais retarde la mécanisation.
La fabrique de Reber passé à ses petits-fils sous la raison Blech-Frères, constitue longtemps le seul élément de l’industrie textile de la vallée. C'est en 1820 qu'appairessent les établissements Dietsch, puis Baumgartner (1824). En 1832, Napoléon Kœnig fonde sa maison et se spécialise dans les madras. 1838 voit la création de la maison Simon et Cie. En 1863 est fondée la maison Kling et Cie Les fabriques de tissus en laine, soie et coton emploient alors tant à Sainte-Marie-aux-Mines  que dans toute la vallée, y compris jusqu'à 80 kilomètres à la ronde, plus de 25 000 personnes ouvriers tisserands.
Mais l’annexion de l’Alsace par l’Allemagne ébranle cette fabrication. En 1871, les industriels du textile se regroupent alors pour trouver des solutions aux nouvelles barrières douanières qui taxaient gravement leur production et fondent La Société commerciale et industrielle avec Jacques Weber pour son premier président. Comme les exportations vers la France deviennent impossibles, l’industrie locale se tourne vers les produits lainiers, demandés par la clientèle allemande. Cette reconversion accélère la mécanisation des métiers à tisser pour réduire les coûts de production. La conquête du marché allemand est un succès et la qualité des produits permet très rapidement de reconquérir le marché français.

### Les imprimeurs
En 1722, Jean Martin Heller, typographe et imprimeur du prince palatin de Birckenfeld publie un livre de cantiques et de prières en allemand à l'usage des mineurs. Heller imprime aussi les titres des actions de la Compagnie des mines de Sainte-Marie Alsace. En 1725, les religieux d’Etival l'appellent pour lui confier l’exécution de leurs livres liturgiques. Heller travaille à Estival pendant plus de cinq ans. Il y imprime notamment le premier tome de l'ouvrage historique Sacrae antiquitatis monumenta historica écrit par l'abbé Charles-Hyacinthe Hugo. Un deuxième tome plus tard remanié et enrichi de cet abbé a paru en 1731 à Saint-Dié.
Plus tard, c'est François Reber, le fils cadet du fondateur de l'industrie cotonnière de la vallée, qui se lance dans l'imprimerie en 1806.
En 1836, c'est Armand Jardel qui dépose une demande d'autorisation pour établir à Sainte-Marie-aux-Mines une imprimerie-lithographie. A partir de 1844, il imprime une gazette hebdomadaire et en 1848 lance Journal de Sainte-Marie-aux-Mines. En 1875, son imprimerie est reprise par David Cellarus. Sous son impulsion, le Journal devient bilingue sous le nom de Messager des Vosges (Vogesenbote). En 1903, Cellarus lance un bimensuelle Messager des Vosges Illustré mais sa parution cesse l'année suivante faute de lecteurs. Il est également à l'origine du Grand Almanach alsacien-lorrain.
Le 25 juin 1883, Edouard Czeczorzinski reprend la librairie-papeterie d'Eugène Jung. En 1890, il crée Grand'Rue, une imprimerie-cartonnerie.

### La période allemande (1870-1918)
La guerre franco-prussienne de 1870-1871 et la défaite de la France apporte de nouveaux bouleversements pour la vallée de Sainte-Marie-aux-Mines.
En août 1870, la guerre éclate entre la France et les États allemands menés par la Prusse. Les troupes allemandes s’imposent, notamment à Wissembourg et à Reichshoffen. La France est dans une situation catastrophique : l’empereur Napoléon III est capturé à Sedan et les armées allemandes remportent les sièges de Strasbourg, de Metz et de Paris. Le 4 septembre 1870, le Second Empire s’effondre et la IIIe République, nouvellement proclamée, décide de poursuivre la guerre.
La signature, le 10 mai 1871 du traité de Francfort, consacre des cessions de territoires : l’Alsace sauf Belfort – mais agrandie de la Haute Vallée de la Bruche (Schirmeck –Saâles) et la Moselle (moins Briey, plus Sarrebourg et Château-Salins) sont cédées à l’Allemagne. C’est la première annexion légale puisque votée par l’Assemblée Nationale française réunie à Bordeaux, et malgré les vives protestations des députés alsaciens et mosellans. Le député-maire de Strasbourg, Émile Küss, qui s’est illustré dans la défense de la ville, fût emporté par une crise cardiaque au moment où l’Assemblée accède aux revendications allemandes. En juin 1871, les deux départements d’Alsace et de Moselle deviennent le Reichsland Elsaß Lothringen.
Sainte-Marie-aux-Mines, devenue Markirch, est incorporée à la Haute Alsace.
Suite au droit d’option prévu par le traité de Francfort, près de 160 000 personnes résidant encore en Alsace Moselle optent pour la nationalité française. Environ 50 000 quittent le territoire. A l’issue du délai légal d’émigration, beaucoup de jeunes tentent la fuite pour échapper au service militaire dans l’armée allemande, rendu obligatoire en 1872. On estime que plus de 25 600 jeunes gens quittent le pays pour ne pas servir dans l'armée allemande. Les fonctionnaires et les militaires allemands arrivent en Alsace- Moselle.
L’Alsace-Lorraine annexée obtient un statut particulier, c’est un Reichsland soit une terre d’empire, et non un membre de la fédération allemande. Les territoires annexés sont régis par l’Empereur Guillaume II, contrairement aux autres États qui possèdent un souverain et une constitution. En réalité, l’intégration est progressive et en 1874, l’Alsace-Lorraine obtient le droit d’envoyer des députés au Reichstag, la chambre basse du parlement impérial. Cependant signe que le Reichsland est toujours considéré comme une région de second ordre, les Alsaciens-Mosellans n’ont pas de représentation au Bundesrat, la chambre haute du parlement.
Un Landesausschuss (comité régional) est aussi créé mais sa fonction n’est, dans un premier temps, que consultative. A partir de 1879, le gouvernement se fait désormais depuis Strasbourg, sous la direction d’un Statthalter aux pouvoirs civils et militaires étendus. Entre 1888 et 1902, le régime des passeports met une barrière entre la France et les provinces annexées. En 1911, l’Empereur donne une constitution au Reichsland, lui accordant une plus grande autonomie. L’Alsace-Lorraine devient un État fédéré, représenté au Bundesrat et possédant un parlement régional (Landtag).
L’intégration de l’Alsace-Lorraine au Reich se fait aussi par sa germanisation. Symbole du rayonnement intellectuel allemand, la Kaiser-Wilhelm-Universität de Strasbourg ouvre ses portes en 1872. En 1908, le Haut-Koenigsbourg est inauguré, transformé en un monument à la gloire de la germanité de l’Alsace.
Entre 1870 et 1914 d'importants travaux de construction furent entrepris par les allemands à Sainte-Marie-aux-Mines.
Le théâtre municipal de Sainte-Marie-aux-Mines est construit en 1906-1908. Il est représentatif de l’architecture wilhelminienne.

### La Première Guerre mondiale (1914-1918)

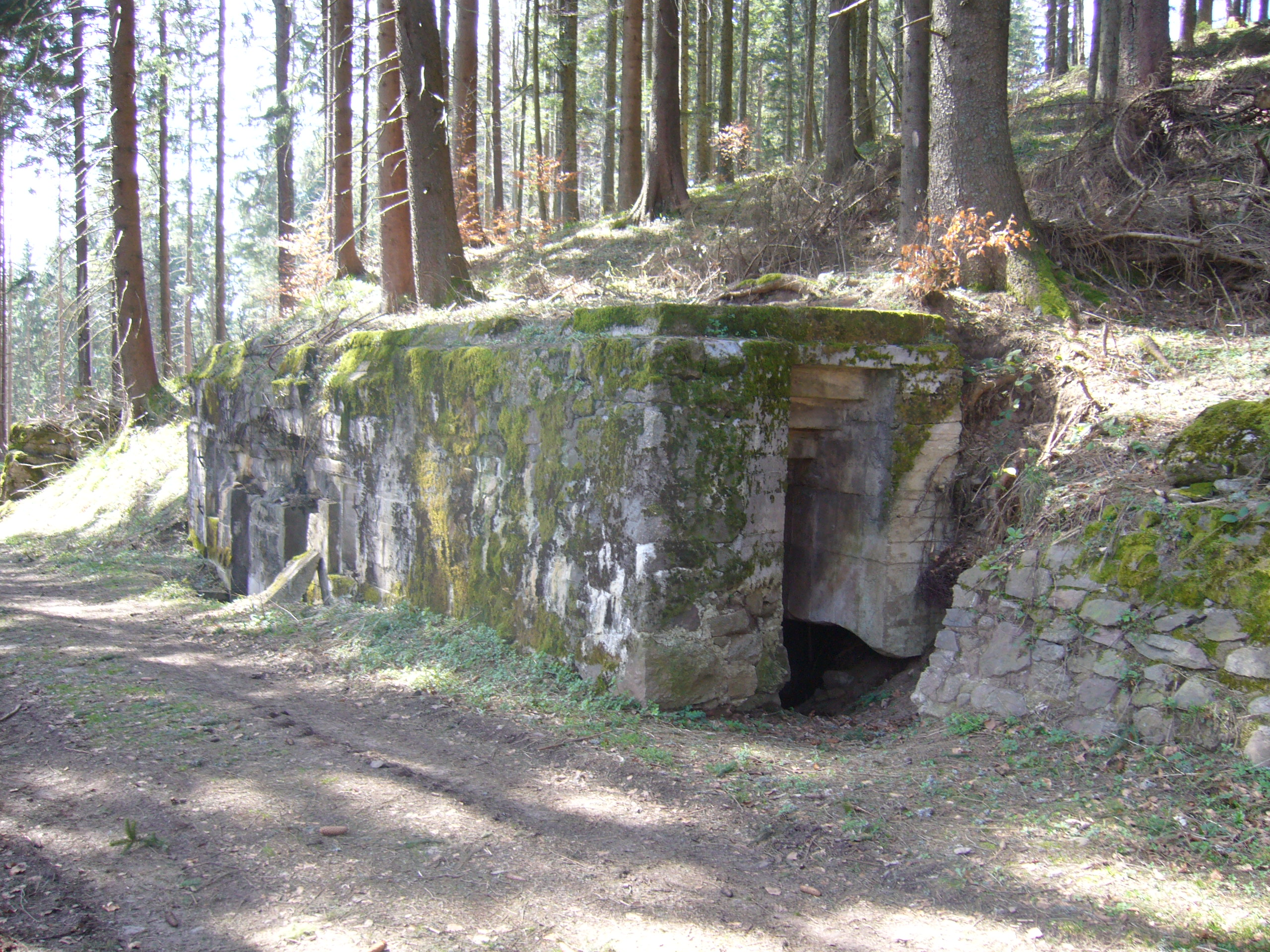
Bunker-Abri au Violu

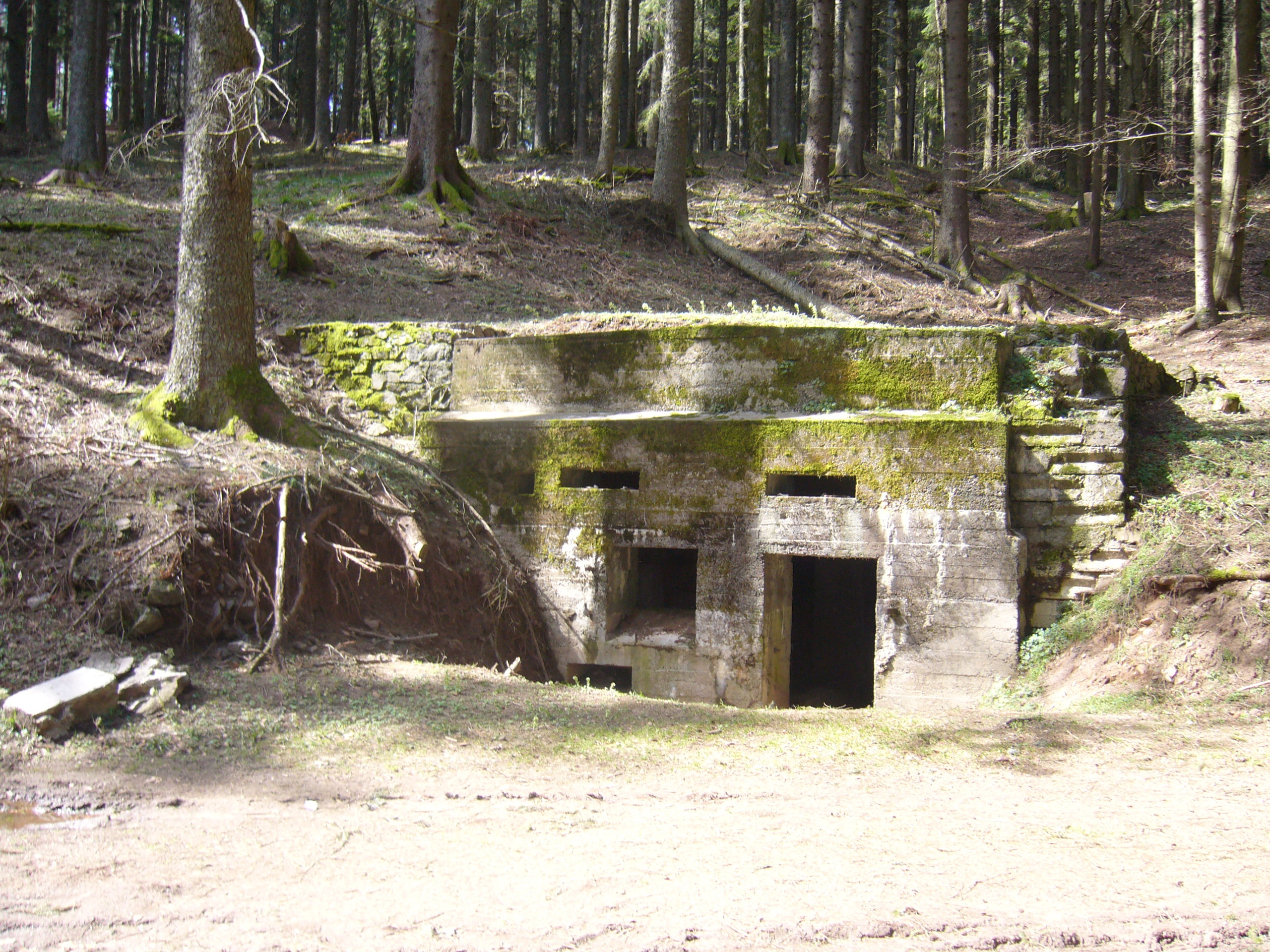
Bunker-Abri " Zünfthaus II " au Violu

À l'approche de la guerre, le col de Sainte-Marie qui marque la frontière entre l'Allemagne et la France, est très surveillé. Le 1er août 1914, les civils sont requis pour creuser des abris. Dès le 3, s'y déroulent les premières actions militaires de la guerre. Les plus importantes ont lieu autour du 14 août, libérant en partie la ville. A l'automne 1914, c'est le col de la Tête de Violu qui est au cœur de la bataille. De son sommet, les Allemands contrôlent la vallée de la Meurthe. En novembre, 250 chasseurs du 28e bataillon de chasseurs alpins (BCA) s'emparent de cette position, puis, le front se stabilise sur la crête des Vosges, qui marque désormais la frontière entre deux pays en guerre. Les cols du Bonhomme et du Violu et ce jusqu’à la Tête des Faux sont des positions françaises, alors que le col de Sainte-Marie, les pitons du Pain de Sucre et de Bernhardstein sont allemands. Dans ce secteur, la guerre de position fait rage et s'adapte au relief. Les hommes y aménagent blockhaus, réseaux de transport spécifique (funiculaires, téléphériques, chemins de fer) ainsi que des moyens de communications via téléphone et télégraphe. Ne pouvant déloger l'ennemi, chaque belligérant a recours à la guerre des mines qui perdure toute la guerre.
Le 12 juin 1918, les troupes américaines sont engagées dans ce secteur et elles y subissent des pertes importantes.
Les pertes humaines importantes de ces années de guerre ont conduit à la construction par les Français de la nécropole nationale de Sainte-Marie et par les Allemands à celle de la nécropole militaire allemande de Mongoutte, deux cimetières militaires importants sur le territoire de la commune de Sainte-Marie-aux-Mines.

### La période française (1918-1940)
Dès le retour de l'Alsace à la France le 11 novembre 1918, la ville est d'abord administrée par des Commissaires de la République, dont Georges Maringer, Alexandre Millerand et Gabriel Alapetite.
Ernest Engel est le premier Maire de Sainte-Marie-aux-Mines, élu le 11 mars 1919. Le général Bourgeois Robert, futur sénateur, lui succède de 1919 à 1924, date à laquelle il démissionne par opposition à l’introduction des lois laïques en Alsace souhaité par le président du Conseil Edouard Herriot et que le conseil municipal vote en son absence. Cependant, confronté à la farouche opposition de la population et à la campagne menée par le général de Castelnau, le président Herriot est contraint de renoncer. Le 24 janvier 1925, le Conseil d’Etat déclare donc que "le régime concordataire tel qu’il résulte de la loi du 18 germinal an X, est toujours en vigueur dans les départements du Rhin et de la Moselle". Un service des cultes est alors intégré à la Direction générale d’Alsace-Lorraine.

### La Deuxième Guerre mondiale (1939-1945)
Le 22 juin 1940, au moment de la signature de l'armistice, l'Alsace est déjà pratiquement occupée par la 7e armée allemande. Celle-ci franchit le Rhin le 15 juin 1940 et entre à Colmar le 17 juin et à Strasbourg le 19 juin. Bien que l'armistice ne comporte aucune clause territoriale relative à l'Alsace-Lorraine, Hitler dès le 26 juin 1940 nomme le gauleiter Robert Wagner le chef de l'administration civile en Alsace.
Les Allemands entrent à Sainte-Marie-aux-Mines le 19 juin 1940. La première mesure prise par les nouvelles autorités concerne la destitution de ses fonctions de maire Louis Kaps, qui est remplacé par le stadtkommissar Prestel, exerçant tous les pouvoirs administratifs de la commune.
Dès le 13 juillet 1940, les autorités expulsent 53 personnes de confession israélite. Le 30 juillet c'est au tour d'une dizaine de personnes en situation de handicap moteur et mental d'être déportés en Allemagne. On n'aura plus aucune nouvelle sur leur sort. Le 12 août 1940 une centaine de personnes sont à leur tour expulsées de Sainte-Marie-aux-Mines, toutes immigrées depuis 1918. Le 16 décembre 1940, plus de 400 personnes, dont le maire Louis Kaps, résidant à Sainte-Marie-aux-Mines sont expulsées vers le département de la Dordogne et les départements limitrophes. Ils sont suspectés d'être francophiles. Les personnes expulsées n'ont qu'une heure pour préparer les 30 kilos de bagages autorisés ainsi qu'une somme de 5 000 francs de l'époque.
Le 8 mai 1941 c'est un autre coup dur qui atteint la population. Tous les jeunes jeunes gens de 17 à 25 ans sont appelés à effectuer le service du travail obligatoire (Reichsarbeitsdienst) à caractère paramilitaire. Ils seront affiliés in extrémis dans la Wehrmacht. Les jeunes filles sont d'abord mises à la disposition des familles pour des tâches ménagères et à partir de 1942, employées dans les services auxiliaires de guerre ou dans les usines d'armement. Le 25 août 1942 est introduit en Alsace, le service militaire obligatoire pour les habitants âgés entre 17 et 38 ans précédée de l'ordonnance du 23 août 1942 imposant la nationalité allemande aux futurs conscrits. Par ordonnance du 21 septembre 1942 les autorités allemandes mettent en place une zone d'interdiction de 3 km de long entre les Vosges et la frontière. Selon la loi, tout déserteur de l'armée allemande passant cette frontière est considéré comme un ennemi de l'Allemagne et pouvait risquer la peine de mort et à coup sûr la déportation. Les plus jeunes des incorporés de force, n'ont généralement pas plus de 16 ans et se retrouvent souvent dans des unités de la Waffen SS pour aller se battre en Russie. Après la cessation des hostilités le 8 mai 1945 les enrôlés de force dans l'armée allemande ont pu regagner leur domicile. La commune de Sainte-Marie-aux-Mines déplore la disparition de 103 jeunes gens incorporés sous l'uniforme allemande morts au combat.

#### Le tunnel de Sainte-Marie-aux-Mines en 1940
En juin 1940 l'entrée du tunnel de Sainte-Marie-aux-Mines est dynamitée par le génie français. Avec l'arrivée des Allemands à Sainte-Marie-aux-Mines le tunnel est déblayé puis transformé en annexe du camp de concentration de Natzweiler-Struthof (Bas-Rhin). Des déportés, en grande partie des Yougoslaves (tel que l'écrivain Boris Pahor) provenant de ce camp et de celui du Dachau et de sous-camp d’Allach (Munich) construisent une usine de fabrication de pièces pour engins de guerre (V1-V2). Cette annexe est une filiale de la Bayerische Motoren Werke (BMW) où travaillent 800 déportés de guerre qui sont logés dans l'usine Diehl et Cie. Ces déportés travaillant en deux équipes de 12 heures chacune (6h à 18 h et 18h à 6h) au plus profond de ce tunnel dans des conditions particulièrement éprouvantes ne recevaient pour toute subsistance qu'un léger plat par jour, dont le contenu ne consistait qu'en une soupe avec quelques pommes de terre au fond. Pour marquer cet événement tragique de la guerre, les municipalités de Tržič (Slovénie) et Sainte-Marie-aux-Mines sont unies par les liens de jumelage. Les cérémonies officielles ont eu lieu l8 mai 1966 et à Tržič le 29 mai de la même année.

#### La résistance
Avec l'entrée en vigueur du service militaire obligatoire et pour contrer les désertions, les autorités allemandes prennent des sanctions contre leurs parents, en les emprisonnant à Ensisheim ou déportant dans des camps de travail comme celui de Schirmeck. Les passeurs qui organisaient des filières d'évasion le long de la frontière franco-allemande sont passibles de la peine de mort ou du camp de concentration.
C'est à partir du 2e trimestre 1940 et début 1941 que des réseaux de résistance se constituent dans les trois. Le 8 mai 1941 à Strasbourg le groupe de résistants nommé "la main noire" de Marcel Weinum, se livre à une tentative d'attentat contre le gauleiter Robert Wagner par le jet de deux grenades sur sa voiture. Mais il n'y s'y trouve pas. À la suite de cet attentat, du 26 juin 1940 au 15 novembre 1941, 2 978 alsaciens sont arrêtés dont 399 pour propagande anti-allemande, 47 pour espionnage et 40 pour avoir participé à l'évasion de prisonniers.
L'année 1942 est l'année noire pour la résistance, la plupart des réseaux ayant été démantelés. Pour la seule année 1943 les Volksgerichshof (tribunaux d'exception) prononcent en Alsace 72 condamnations à mort dont 37 ont été exécutées.
Le clergé local joue un rôle de premier plan. Le curé Henna de la paroisse de Sainte-Madeleine en liaison avec l'abbé Didierjean de Sainte-Marie-aux-Mines cache les évadés sous le clocher de son église. Certains prisonniers sont envoyés par Mme Grossetti, une libraire. Le pasteur Wagner du temple en héberge également un nombre considérable. L'une des plus importantes filières est organisée par Joseph Rohfritsch et sa femme Marie.

## La libération et le retour de Sainte-Marie à la France

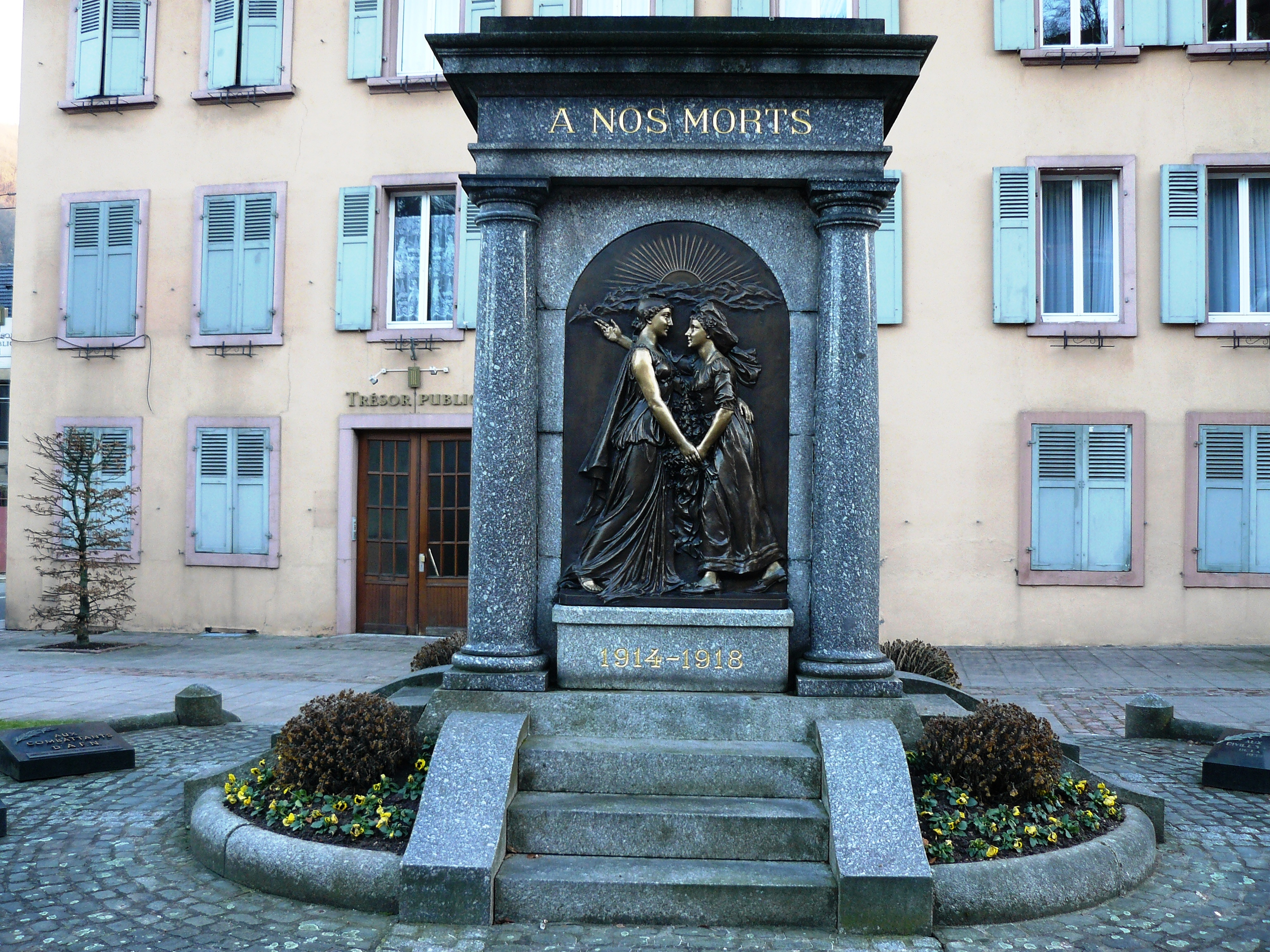
Le monument aux morts

Sainte-Marie-aux-Mines libérée le 25 novembre 1944 par la 1er armée américaine du général Patton, la légalité républicaine est rétablie dès le 27 novembre 1944. Le commandant Lantz, chef de liaison auprès du 6e corps américain, convoque tous les anciens membres du conseil municipal et préside la séance. Au cours de cette réunion, Eugène Cunrath est nommé l'administrateur provisoire, Louis Zapfel commissaire de police, Jean Jacques Lacour 2e adjoint, Eugène Eschbach est maintenu dans sa fonction d'adjoint qu'il exerçait avant le 21 juin 1940.
Le 25 décembre 1944, alors que le territoire alsacien n'est pas encore complètement libre, le général de Gaulle vient saluer les habitants de Sainte-Marie-aux-Mines et de la vallée.
Des combats acharnés se déroulent encore dans la poche de Colmar tenue par la 19e armée allemande, dont la libération n'intervient finalement que le 2 février 1945 par la 1re Armée française du général de Lattre de Tassigny. Une partie des 1200 alsaciens-lorrains internés dans des camps en Suisse rejoignent la 1re armée française dans le Doubs pour constituer les 1er et 4e bataillons de chasseurs à pied du Groupe mobile d'Alsace (GMA) Suisse sous les ordres du chef de bataillon Ernest Georges dont les parents sont originaires de Sainte-Marie-aux-Mines. Le commandant d'aviation, Jean Wetzel est l'un des premiers soldat français à pénétrer dans sa ville natale après la libération.
L'armistice du 8 mai 1945 met fin à la Seconde Guerre mondiale. L'Alsace est totalement libérée par la 1re armée française et les armées alliées et redevient une province française. Les collaborateurs de l'Allemagne nazie, une centaine dans la vallée, sont arrêtés et conduit dans les dépendances de l'usine Haffner en attendant d'être jugés. Dès le retour de la paix, les expulsés, les prisonniers et les combattants survivants regagnent la ville. Début mars 1945, avec le retour de Louis Kaps (expulsé par les Allemands en 1940) les rouages de l'administration et l'activité économique repartent.
Sainte-Marie-aux-Mines a payé un lourd tribut au cours de cette guerre : 12 malgré-nous, 27 soldats dans l'armée françaises, 6 résistants dont André Aalberg, 13 civiles.

### Un déserteur américain fusillé à Sainte-Marie-aux-Mines
Eddie Slovik fut le seul déserteur de l'armée américaine à être fusillé, du moins depuis la Guerre de Sécession. L'exécution eut lieu le 31 janvier 1945 à 10 h 04, dans les jardins d'une villa située au no 86 de la rue Général-Bourgeois. Cette villa a disparu aujourd'hui, remplacée par des immeubles modernes qui ont abrité pendant un certain temps la gendarmerie. Aucune plaque ne signale l'endroit de l'exécution.

### Attribution de la croix de guerre
En novembre 1948 la ville de Sainte-Marie-aux-Mines s'est vu attribuer la croix de guerre 1939-1945 avec Étoile de Vermeil en raison de la résistance des habitants au nazisme. La ville de Sainte-Marie-aux-Mines compta 12 tués, 20 blessés, 88 déportés, 417 expulsés et 6 fusillés. Environ 600 prisonniers de guerre français, 50 patriotes et 150 réfractaires au S.T.O et à la Wehrmacht ont pu gagner les Vosges grâce à l'aide de la population. Sainte-Marie-aux-Mines avait déjà obtenu la croix de guerre 1914-1918 avec palme.